# Parque Mundo Aventura
Parque Mundo Aventura är en park i Colombia.   Den ligger i departementet Bogotá, i den centrala delen av landet, i huvudstaden Bogotá. Parque Mundo Aventura ligger 2 557 meter över havet.
Terrängen runt Parque Mundo Aventura är platt åt nordväst, men åt sydost är den kuperad. Runt Parque Mundo Aventura är det mycket tätbefolkat, med 4 188 invånare per kvadratkilometer. Närmaste större samhälle är Bogotá, 6,0 km öster om Parque Mundo Aventura. Runt Parque Mundo Aventura är det i huvudsak tätbebyggt.